# M/Y Salt

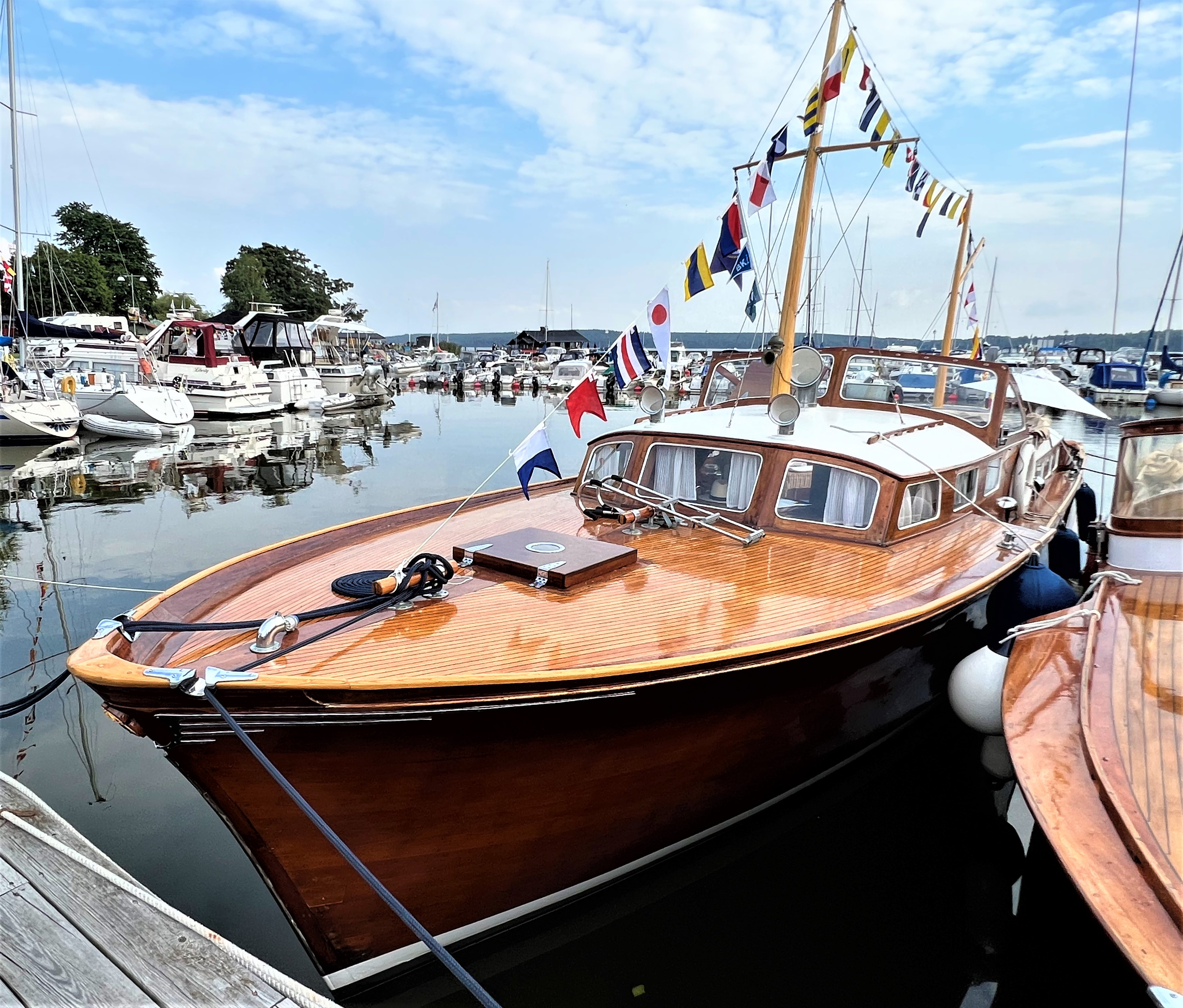
Fördäcket.

M/Y Salt är en k-märkt båt, som ritades av Knud H Reimers och byggdes 1939 för LKAB-disponenten Harald Björnlund (1878–1940) i Luleå.
M/Y Salt beställdes redan hösten 1938 hos Axel Eriksson på Gräddö båtvarv. Flera olika förslag till exteriör och inredning utarbetades. Björnlund dog 1940 innan båten blev färdig, och den kom att färdigställas för Gunnar V. Philipson. Hon sjösattes 1945 och döptes till Gunilla efter Philipsons dotter.
Under 1950- och 1960-talen ägdes båten av skeppsredaren Tor Erland Janson Broström i Göteborg och hette då Christine efter dennes dotter. I början av 1960-talet moderniserades båten, varvid bland annat tillkom de två signalmasterna samt en styrhytt. Motorn byttes också från den ursprungliga åttacylindriga Chrysler Royal-motorn till en Penta KMD96.
Börje Persson i Lidingö köpte båten 1974 och ägde den i 41 år. Nuvarande ägare har återställt båten enligt originalritningarna, och hon k-märktes 2016.